# Cnidoscyphus marginatus
Cnidoscyphus marginatus är en nässeldjursart som först beskrevs av George James Allman 1877.  Cnidoscyphus marginatus ingår i släktet Cnidoscyphus och familjen Thyroscyphidae. Inga underarter finns listade i Catalogue of Life.